# Europees kampioenschap voetbal 2008 (Groep B) Polen - Kroatië
Dit artikel gaat over de wedstrijd in de groepsfase in groep B tussen Polen en Kroatië gespeeld op 16 juni 2008 tijdens het Europees kampioenschap voetbal 2008.

## Voorafgaand aan de wedstrijd
Het was de vijfde ontmoeting tussen beide landen, die elkaar voor het eerst troffen op woensdag 28 februari 1996 voor een vriendschappelijk duel in Rijeka. Kroatië won die wedstrijd met 2-1 door treffers van Elvis Brajković en Igor Cvitanović. Voor Polen had Henryk Bałuszyński de score geopend in de negende minuut.
| Eerdere confrontaties | Eerdere confrontaties | Eerdere confrontaties | Eerdere confrontaties | Eerdere confrontaties | Eerdere confrontaties | Eerdere confrontaties |
| #                     | Datum                 | Locatie               | Wedstrijd             | Uitslag               | Type                  |                       |
| --------------------- | --------------------- | --------------------- | --------------------- | --------------------- | --------------------- | --------------------- |
| 1                     | 28/02/1996            | Rijeka                | Kroatië – Polen       | 2 – 1                 | Oefenwedstrijd        |                       |
| 2                     | 22/04/1998            | Osijek                | Kroatië – Polen       | 4 – 1                 | Oefenwedstrijd        |                       |
| 3                     | 12/02/2003            | Split                 | Kroatië – Polen       | 0 – 0                 | Oefenwedstrijd        |                       |
| 4                     | 03/06/2006            | Wolfsburg             | Kroatië – Polen       | 0 – 1                 | Oefenwedstrijd        |                       |

## Wedstrijdgegevens

De basisopstellingen van beide landen.

| Datum                | 16 juni 2008                            | 16 juni 2008                            |
| Stadion              | Hypo-Arena, Klagenfurt                  | Hypo-Arena, Klagenfurt                  |
| Toeschouwers         | 32.000                                  | 32.000                                  |
| Scheidsrechter       | Kyros Vassaras                          | Kyros Vassaras                          |
| Assistenten          | Dimitris Bozatzidis Dimitris Saraidaris | Dimitris Bozatzidis Dimitris Saraidaris |
| Vierde man           | Olegário Benquerença                    | Olegário Benquerença                    |
| Man van de wedstrijd | Ivan Klasnić                            | Ivan Klasnić                            |
|                      | Polen                                   | Kroatië                                 |
| Doelpunten           | 0                                       | 1                                       |
| Gele kaarten         | 2                                       | 2                                       |
| Rode kaarten         | 0                                       | 0                                       |
| Wissels              | 3                                       | 3                                       |
| Schoten op doel      | 6                                       | 6                                       |
| Schoten naast doel   | 10                                      | 9                                       |
| Overtredingen        | 24                                      | 16                                      |
| Hoekschoppen         | 5                                       | 1                                       |
| Buitenspel           | 3                                       | 1                                       |
| Vrije trappen        | 16                                      | 27                                      |
| Strafschoppen        | 0                                       | 0                                       |
| Balbezit (tijd)      |                                         |                                         |
| Balbezit (%)         | 55                                      | 45                                      |

| Polen | 0 – 1           | Kroatië |
| | goals (assists) | 52' Ivan Klasnić |
| Leo Beenhakker | bondscoach      | Slaven Bilić |
| Artur Boruc Jakub Wawrzyniak Dariusz Dudka Jacek Krzynówek Marek Saganowski 68' Marcin Wasilewski Michał Żewłakow Wojciech Łobodziński 55' Mariusz Lewandowski 46' Rafał Murawski Roger Guerreiro | opstellingen    | Vedran Runje Dario Šimić Hrvoje Vejić Ivan Rakitić Ognjen Vukojević Nikola Pokrivač 27' Dario Knežević Jerko Leko 74' Ivan Klasnić 74' Mladen Petrić Danijel Pranjić |
| Ebi Smolarek 55' Tomasz Zahorski 68' Adam Kokoszka 46' | wissels         | 27' Vedran Ćorluka 74' Nikola Kalinić 74' Niko Kranjčar |
| Mariusz Lewandowski 38' Tomasz Zahorski 84' | gele kaarten    | 45' Hrvoje Vejić 85' Ognjen Vukojević |
| | rode kaarten    | |

## Overzicht van wedstrijden
| Groepswedstrijden | | | |
| Groep A | Groep B | Groep C | Groep D |
| Zwitserland - Tsjechië Portugal - Turkije Tsjechië - Portugal Zwitserland - Turkije Zwitserland - Portugal Turkije - Tsjechië | Oostenrijk - Kroatië Duitsland - Polen Kroatië - Duitsland Oostenrijk - Polen Oostenrijk - Duitsland Polen - Kroatië | Roemenië - Frankrijk Nederland - Italië Italië - Roemenië Nederland - Frankrijk Nederland - Roemenië Frankrijk - Italië | Spanje - Rusland Griekenland - Zweden Zweden - Spanje Griekenland - Rusland Griekenland - Spanje Rusland - Zweden |
| Kwartfinales | | | |
| Portugal - Duitsland | Kroatië - Turkije | Nederland - Rusland | Spanje - Italië                                                                                                   |
| Halve finales | | | |
| Duitsland - Turkije | Duitsland - Turkije                                                                                                  | Rusland - Spanje | Rusland - Spanje                                                                                                  |
| Finale | | | |
| Duitsland - Spanje | | | |